# Carnival Freedom
Carnival Freedom è una nave da crociera classe Conquest Class della compagnia Carnival Cruise Lines.
Una delle sue principali attrattive è il "Carnival Seaside Theatre", uno schermo a LED grande 7 metri per 4, posizionato vicino alla piscina, sul ponte Lido, che viene utilizzato per la visione di film, eventi sportivi e musicali. La nave è stata costruita dalla Fincantieri di Marghera. Il viaggio inaugurale è iniziato il 5 marzo 2007.

## Itinerari
La Carnival Freedom attualmente naviga nel mar dei Caraibi, partendo dal porto di Galveston, situato in Texas.

## Locali per i passeggeri
- Swingtime Jazz bar
- Scott's piano bar
- Bar nouveau wine bar
- 70's dance club
- Millennium lobby
- Timeless pool bar
- Action alley video game room
- Meiji sushi bar
- Sun king supper club
- Posh restaurant
- Chic restaurant
- Monticello library
- Babylon Casinò
- Habana cigar bar

## Punti di ritrovo
- Main lounge: 1400 ospiti
- Aft lounge: 425 ospiti
- Grand lounge:
- Dance club: 211 ospiti
- Jazz club: 88 ospiti
- Piano lounge: 100 ospiti
- Library: 17 ospiti

## Navi gemelle
- Carnival Conquest
- Carnival Glory
- Carnival Valor
- Carnival Liberty